# Orde Ballantyne
Orde Ballantyne (* 22. Januar 1962) ist ein ehemaliger vincentischer Weitspringer.
Ballantyne war 1988 in Seoul bei der ersten Teilnahme seines Landes an Olympischen Spielen im Kader. In der Qualifikationsrunde des Weitsprungwettbewerbs blieb er ohne gültigen Versuch.
Nach seiner aktiven Karriere wurde Ballantyne Trainer und betreute bei den Olympischen Spielen 1996 in Atlanta das vincentische Team. Bei der Eröffnungsfeier weigerte er sich, für die US-Nationalhymne aufzustehen, weswegen das Nationale Olympische Komitee ihn für vier Jahre suspendierte.